# Wittenoom
Wittenoom est une ville minière de l'Australie-Occidentale. De l'extraction à la préparation, on y a exploité l'amiante jusqu'à ce que celui-ci soit notoirement connu pour ses effets délétères sur la santé. Son déclin commença en 1960 et on encouragea finalement les habitants à migrer. Elle devient une ville fantôme dont le nom est effacé en 2007 des cartes et panneaux de signalisation par le gouvernement. Les derniers habitants quittent la ville en 2022.